# يوجين لست
يوجين لست (بالإنجليزية: Eugene List)‏ هو عازف بيانو أمريكي، ولد في 6 يوليو 1918 في فيلادلفيا في الولايات المتحدة، وتوفي في 1985.

## وصلات خارجية
- يوجين لست على موقع IMDb (الإنجليزية)
- يوجين لست على موقع ميوزك برينز (الإنجليزية)
- يوجين لست على موقع أول ميوزيك (الإنجليزية)
- يوجين لست على موقع ديسكوغز (الإنجليزية)
- يوجين لست على موقع قاعدة بيانات الفيلم (الإنجليزية)